# EKA (Supercomputer)
EKA ist ein indischer Supercomputer. Auf der TOP500-Liste der schnellsten Computer der Welt von November 2013 nahm er Platz 389 ein, ist jedoch im Juni 2014 aus der Liste herausgefallen. EKA war der erste Supercomputer aus einem Schwellenland, der es unter die ersten 10 Platzierungen der TOP500-Liste geschafft hat (im Jahr 2007). Die Bezeichnung EKA ist Sanskrit und bedeutet „Nummer 1“.
Außerdem war EKA bei seiner Indienststellung das weltweit leistungsfähigste industriell eingesetzte System (die anderen damals unter den ersten 20 der Liste befindlichen Computer wurden sämtlich mit staatlichen Mitteln finanziert). EKA wird für neurale und molekulare Anwendungen (z. B. Molekulardesign, Moleküldynamik), Crash-Simulationen und Computeranimationen eingesetzt. Entwickelt wurde EKA an den Computational Research Laboratories (CRL) in Pune, die eine Tochtergesellschaft der indischen Tata Group sind.
EKA basiert auf einem von HP entworfenen und gelieferten Xeon-Cluster (Platform 3000 BL460c), in dem fast 1.800 Rechenknoten mit 14.240 sogenannten „Clovertown“-Prozessoren (Vierkern-Xeon-Prozessoren), getaktet mit 3 GHz, verwendet werden. Zu ihrer Verbindung ist ein InfiniBand-Netzwerk in der Double-Data-Rate-Variante (DDR) eingesetzt, und zwar weltweit erstmals unter Einsatz von Lichtwellenleiter-Technologie (Glasfaserkabel). Als Betriebssystem wird Linux verwendet.
Das Layout des Datenzentrums ist annähernd kreisförmig, was eine extrem kompakte Bauweise ermöglichte. Eine solche Rechnerarchitektur wurde in dieser Größenordnung erstmals beim EKA angewandt.
Das System hat eine Spitzenleistung (Rpeak) von bis zu 170 Teraflops (170 Billionen Gleitkommaoperationen pro Sekunde) und eine Dauerleistung von 117,9 Teraflops nach den LINPACK-Benchmarks.